# Вишневська Юлія Йосипівна
Ю́лія Йо́сипівна Вишне́вська (1949, Москва, СРСР) — російська радянська поетеса, учасниця дисидентського руху в СРСР, після еміграції — співробітниця «Радіо Свобода», журналістка і письменниця, публіцист.

## Життєпис
У 1964 році стала одним із засновників і учасників літературного об'єднання СМОГ. Разом з іншими учасниками об'єднання виступала з читанням своїх віршів, а також включилася в дисидентську діяльність: 14 квітня 1965 р. брала участь у першій демонстрації смогистів у пам'ятника Маяковському в Москві, брала участь в організації «мітингу гласності», що відбувся 5 грудня того ж року .
Після цього була примусово госпіталізована до Психіатричної лікарні ім. Кащенко, де утримувалася з грудня 1965 р. до весни 1966 р. У 1966 р. під тиском влади СМОГ припинив існування.
У 1969 р. підписала заяву у першу річницю вторгнення в ЧССР, підтримувала документи «Ініціативної групи із захисту прав людини в СРСР». Виступала на захист Анатолія Краснова-Левітіна (1969), Андрія Амальріка (1970), Наталії Горбаневської (1970).
Вранці 7 липня 1970 р. була заарештована біля будівлі Мосміськсуду, де проходив суд над Наталею Горбаневською. 9 липня Вишневській було пред'явлено звинувачення за ст. 191 (опір владі), а 10 липня вранці її відправили до Бутирської в'язниці. З липня по жовтень 1970 р. утримувалася у Бутирській в'язниці та Інституті ім. Сербського, потім з березня по квітень 1971 р. — знову в ПЛ ім. Кащенко .
У 1971 р. емігрувала до Ізраїлю. Пізніше жила у Німеччині, де в 1973—1994 рр. працювала співробітницею Аналітичного відділу Радіо «Свобода» в Мюнхені .
Під час Перебудови кілька разів приїздила до Москви .
Мешкає в Ізраїлі, працює політологом та журналістом.